# エール・サザランド
エール・ウィルバー・サザランド・ジュニア（Earl Wilbur Sutherland Jr.、1915年11月19日 - 1974年3月9日）は、アメリカ合衆国の生理学者。カンザス州バーリンゲームにて生まれる。1971年、(cAMPの様な）セカンドメッセンジャーによる「ホルモンの作用機作に関する発見」により、ノーベル生理学・医学賞を受賞した。

## 生涯
1937年、カンザス州トピカにあるウオッシュバン大学にて科学の学士号を受け取る。1942年にミズーリ州セントルイス・ワシントン大学メディカルスクールを卒業。第二次世界大戦中に医師を務めた後にセントルイス・ワシントン大学に戻り、カール・コリの研究室にて研究者を務める。1953年、オハイオ州クリーブランドのケース・ウェスタン・リザーブ大学医学部長となる。彼はここでcAMPを発見した。1963年、研究の義務を減らすためにナッシュビルのヴァンダービルト大学にて生理学教授に就任し、1973年まで働いた。1966年にはアメリカ科学アカデミー会員に選ばれ、1974年に死去した当時は、マイアミ大学メディカルスクールの生化学の教授であった。

## 受賞歴
- 1969年 ガードナー国際賞、バンティング・メダル
- 1970年 アルバート・ラスカー基礎医学研究賞
- 1971年 ディクソン賞医学部門、ノーベル生理学・医学賞
- 1973年 アメリカ国家科学賞